# Kansas City (película)
Kansas City es una película estadounidense de 1996, dirigida por Robert Altman, y protagonizada por Jennifer Jason Leigh, Miranda Richardson, Harry Belafonte y Steve Buscemi. 
La película muestra músicos de jazz modernos haciendo los papeles de famosos músicos de los años 1930. Craig Handy hace el papel de Coleman Hawkins, Joshua Redman el papel de Lester Young, y James Carter el de Ben Webster.